# Philautus parvulus
Philautus parvulus är en groddjursart som först beskrevs av George Albert Boulenger 1893.  Philautus parvulus ingår i släktet Philautus och familjen trädgrodor. Inga underarter finns listade i Catalogue of Life.